# Championnat du Sri Lanka de football 2008
Navigation
Saison précédente Saison suivante
La saison 2008 du Championnat du Sri Lanka de football est la vingt-cinquième édition du championnat national de première division au Sri Lanka. Les douze meilleures formations du pays sont réparties en deux poules et se rencontrent à deux reprises. À l'issue de la phase régulière, les deux premiers disputent la phase finale pour le titre, tandis que le dernier de chaque poule est relégué en deuxième division.
C'est le Army SC qui remporte la compétition, après avoir battu le double tenant du titre, Ratnam Sports Club lors de la finale nationale. C'est le tout premier titre de champion du Sri Lanka de l'histoire du club.

## Les clubs participants
- Saunders Sports Club
- Renown Sports Club
- Ratnam Sports Club
- Air Force Sports Club
- Jupiter SC
- Army SC
- Negombo Youth Sports Club
- Police SC
- Pelicans SC[1] - Promu de Division 2
- New Youngs SC
- Java Lane SC - Promu de Division 2
- Blue Star Sport Club

## Compétition

### Phase régulière
Le classement est établi sur le barème de points classique (victoire à 3 points, match nul à 1, défaite à 0).
| Rang | Équipe                    | Pts | J  | G | N | P | Bp | Bc | Diff |
| ---- | ------------------------- | --- | -- | - | - | - | -- | -- | ---- |
| 1    | Army SC                   | 22  | 10 | 6 | 4 | 0 | 23 | 7  | +16  |
| 2    | Negombo Youth Sports Club | 19  | 10 | 5 | 4 | 1 | 18 | 7  | +11  |
| 3    | Renown Sports Club        | 16  | 10 | 5 | 1 | 4 | 16 | 14 | +2   |
| 4    | Blue Star Sport Club      | 12  | 10 | 3 | 3 | 4 | 13 | 14 | -1   |
| 5    | New Youngs SC             | 9   | 10 | 2 | 3 | 5 | 10 | 16 | -6   |
| 6    | Pelicans SCP              | 4   | 10 | 1 | 1 | 8 | 8  | 30 | -22  |

| Rang | Équipe                | Pts | J  | G | N | P | Bp | Bc | Diff |
| ---- | --------------------- | --- | -- | - | - | - | -- | -- | ---- |
| 1    | Ratnam Sports ClubT C | 27  | 10 | 9 | 0 | 1 | 26 | 13 | +13  |
| 2    | Air Force Sports Club | 22  | 10 | 7 | 1 | 2 | 17 | 9  | +8   |
| 3    | Saunders Sports Club  | 10  | 10 | 3 | 1 | 6 | 8  | 11 | -3   |
| 4    | Jupiter SC            | 10  | 10 | 2 | 4 | 4 | 13 | 18 | -5   |
| 5    | Police SCC            | 10  | 10 | 2 | 4 | 4 | 11 | 16 | -5   |
| 6    | Java Lane SCP         | 4   | 10 | 0 | 4 | 6 | 8  | 16 | -8   |

|  | Qualification pour la phase finale                                                 |
|  | Relégation en Division 2                                                           |
|  | T : Tenant du titre C : Vainqueur de la Coupe du Sri Lanka P : Promu de Division 2 |

### Phase finale
Toutes les rencontres ont lieu au Sugathadasa Stadium de Colombo.
|  | Demi-finales              | Demi-finales              | Demi-finales     | Demi-finales     |                    |                    | Finale           | Finale           | Finale           | Finale           |
|  |                           |                           |                  |                  |                    |                    |                  |                  |                  |                  |
|  | 10 décembre 2008          | 10 décembre 2008          | 10 décembre 2008 | 10 décembre 2008 |                    |                    | 14 décembre 2008 | 14 décembre 2008 | 14 décembre 2008 | 14 décembre 2008 |
|  | Ratnam Sports Club        | Ratnam Sports Club        | 4                | 4                |                    |                    | 14 décembre 2008 | 14 décembre 2008 | 14 décembre 2008 | 14 décembre 2008 |
|  | Ratnam Sports Club        | Ratnam Sports Club        | 4                | 4                |                    |                    | 14 décembre 2008 | 14 décembre 2008 | 14 décembre 2008 | 14 décembre 2008 |
|  | Negombo Youth Sports Club | Negombo Youth Sports Club | 1                | 1                |                    |                    | 14 décembre 2008 | 14 décembre 2008 | 14 décembre 2008 | 14 décembre 2008 |
|  | Negombo Youth Sports Club | Negombo Youth Sports Club | 1                | 1                | Ratnam Sports Club | Ratnam Sports Club | 1                | 1                |                  |                  |
|  | 11 décembre 2008          |                           |                  |                  | Ratnam Sports Club | Ratnam Sports Club | 1                | 1                |                  |                  |
|  |                           |                           | Army SC          | Army SC          | 2                  | 2                  |                  |                  |                  |                  |
|  | Army SC                   | Army SC                   | Army SC          | Army SC          | 2                  | 2                  | 2                | 2                |                  |                  |
|  | Army SC                   | Army SC                   |                  |                  |                    |                    |                  | 2                |                  |                  |
|  | Air Force Sports Club     | Air Force Sports Club     | 0                | 0                |                    |                    |                  |                  |                  |                  |
|  | Air Force Sports Club     | Air Force Sports Club     | 0                | 0                |                    |                    |                  |                  |                  |                  |

## Bilan de la saison
| Championnat du Sri Lanka de football 2008                             |                       |
| Champion                                                              | Army SC (1er titre)   |
| Coupes et trophées                                                    |                       |
| Vainqueur de la Coupe du Sri Lanka 2008                               | Ratnam Sports Club    |
| Qualifications continentales                                          |                       |
| Ligue des champions de l'AFC 2009                                     | Aucun                 |
| Coupe de l'AFC 2009                                                   | Aucun                 |
| Coupe du président de l'AFC 2009                                      | Army SC               |
| Promotions et relégations                                             |                       |
| Promus en Bristol League                                              | Old Benedictans SC    |
| Promus en Bristol League                                              | Don Bosco Sports Club |
| Relégués en Championnat du Sri Lanka de football de deuxième division | Pelicans SC           |
| Relégués en Championnat du Sri Lanka de football de deuxième division | Java Lane SC          |